# كايلا كولين
كايلا كولين (بالإنجليزية: Kayla Cullen) هي لاعبة كرة الشبكة نيوزيلندية، ولدت في 13 فبراير 1992 في أوكلاند في نيوزيلندا.